# Акерман, Малин
Ма́лин Мари́я А́керман (швед. Malin Maria Åkerman; род. 12 мая 1978, Стокгольм, Швеция) — канадская и американская актриса и модель шведского происхождения, известная благодаря своим комедийным ролям.

## Биография
Малин Акерман родилась в Стокгольме, Швеция. Её мать — Пия (в девичестве Сундстрём) была учительницей аэробики, а в свободное время подрабатывала моделью, а отец — Магнус работал страховым брокером. Когда Малин было два года, семья переехала в Торонто, Канада. После развода родителей отец Малин вернулся в Швецию, а мать с дочерью остались в Канаде. По окончании школы Малин училась в Йоркском университете. В возрасте 17 лет прошла отбор в модельное агентство Ford Models и несколько лет работала моделью. Затем, переехав в Калифорнию, начала карьеру актрисы.
В 1997 году Малин дебютировала как актриса в канадском сериале Земля: Последний конфликт в роли робота.
Акерман в начале карьеры появилась в нескольких канадских телешоу, прежде чем в 2005 году получить свою роль-прорыв в ситкоме канала HBO «Возвращение» с Лизой Кудроу. Сериал имел успех у критиков, но в конечном счете был закрыт после одного сезона, а Акерман после получила основные роли в кинофильмах «Девушка моих кошмаров» (2007) и «27 свадеб» (2008).
Акерман появилась в нескольких успешных кинофильмах, где, в основном, исполняла комедийные роли второго плана. Она сыграла основную женскую роль в фильме 2009 года «Хранители», а после вернулась к ролям второго плана в комедиях «Предложение», «Формула любви для узников брака» и «Рок на века». Также Акерман пела в группе The Petalstones, с которой выступала в Лос-Анджелесе, в таких клубах как Viper Room, Whisky и Roxy. Этот опыт ей очень пригодился во время съемок фильма «Рок на века».
На телевидении, Акерман начиная с 2010 года снимается в комедийном сериале Adult Swim «Дэцкая больница». В начале 2012 года она снялась в неудачном пилоте ABC с Поршей Де Росси. Хотя шоу не увидело свет, Акерман настолько понравилась каналу ABC, что позже в том же году, они пригласили её на главную роль в ситком «Третья жена». Пилотный эпизод снимался в начале 2013 года, а премьера шоу состоялась в сентябре 2013 года. Сериал с момента старта получал похвалу от критиков, но не имел успеха в рейтингах. 8 мая 2014 года канал закрыл сериал после одного сезона.
5 февраля 2024 года было объявлено, что Малин будет ведущей конкурса Евровидение 2024 совместно с Петрой Меде.

## Личная жизнь
Малин родилась в Швеции, а выросла в Канаде. Она испытывала противоречивые чувства по поводу двух этих стран. В интервью газете Торонто стар она призналась: «Когда я нахожусь в Канаде я чувствую себя шведкой, а когда в Швеции — канадкой. Я принадлежу двум странам и люблю их одинаково». Она имеет только шведский паспорт. Малин свободно говорит на английском и шведском языках, а также на французском и испанском.
Акерман считает себя феминисткой, так как верит в равноправие полов, но при этом считает, что «Мы [женщины] совсем другие», добавив, что она «принимает эти различия.» Она призналась, что у неё дислексия, и что ей требуется «много времени», чтобы выучить свои реплики. «Я ужасаюсь, когда мне приходится читать сценарий со всем актерским составом, потому что я часто заикаюсь, и мне нужно много готовиться», — объяснила она. Поэтому она предпочитает импровизировать.
В 2007—2014 годы Малин была замужем за итальянским музыкантом Роберто Цинконе. У бывших супругов есть сын — Себастьян Цинконе (род. 16 апреля 2013). С 1 декабря 2018 года Акерман замужем во второй раз за актёром Джеком Доннели, с которым она встречалась около двух лет до их свадьбы.

## Фильмография
| Кино        | Кино                            | Кино                              | Кино                               | Кино |
| Год         | Русское название                | Оригинальное название             | Роль                               | Примечание |
| ----------- | ------------------------------- | --------------------------------- | ---------------------------------- | --- |
| 2000        | Черепа                          | The Skulls                        | Студентка                          | |
| 2002        | Круг                            | The Circle                        | Тесс                               | |
| 2003        | Утопическое общество            | The Utopian Society               | Тэнси                              | |
| 2004        | Гарольд и Кумар уходят в отрыв  | Harold & Kumar Go to White Castle | Лиана                              | |
| 2007        | Вторжение                       | The Invasion                      | Атум                               | Не указана в титрах |
| 2007        | Братья Соломон                  | The Brothers Solomon              | Тара                               | |
| 2007        | Девушка моих кошмаров           | The Heartbreak Kid                | Лайла                              | |
| 2007        | Собачья любовь                  | Heavy Petting                     | Дафни                              | |
| 2008        | 27 свадеб                       | 27 Dresses                        | Тесс Николс                        | |
| 2009        | Хранители                       | Watchmen                          | Лори «Юпитер» / Шёлковый призрак-2 | Номинация — Премия «Сатурн» за лучшую женскую роль второго плана Номинация — Teen Choice Award за лучшую женскую роль в экшн-фильме |
| 2009        | Пока, Салли                     | Bye Bye Sally                     | Салли                              | Короткометражный фильм |
| 2009        | Предложение                     | The Proposal                      | Гертруда                           | |
| 2009        | Формула любви для узников брака | Couples Retreat                   | Ронни                              | |
| 2010        | Счастливы вместе                | Happythankyoumoreplease           | Энни                               | |
| 2010        | Романтики                       | The Romantics                     | Триплер                            | |
| 2010        | Электра Люкс                    | Elektra Luxx                      | Трикси                             | |
| 2010        | Клуб безбашенных                | The Bang Bang Club                | Робин Комли                        | |
| 2011        | Кайлен                          | Kaylien                           | Мать                               | Короткометражный фильм |
| 2011        | Уловка .44                      | Catch .44                         | Тес                                | |
| 2012        | Жажда странствий                | Wanderlust                        | Ева                                | |
| 2012        | Гигантский механический человек | The Giant Mechanical Man          | Джил                               | |
| 2012        | Рок на века                     | Rock of Ages                      | Констанс Сак                       | |
| 2012        | Медальон                        | Stolen                            | Райли Джефферс                     | |
| 2012        | Отель «Нуар»                    | Hotel Noir                        | Мэри                               | |
| 2013        | Убойный уикенд                  | Cottage Country                   | Кэмми Райан                        | |
| 2013        | Цифровая радиостанция           | The Numbers Station               | Кэтрин                             | |
| 2013        | Клуб «CBGB»                     | CBGB                              | Дебби Харри                        | |
| 2015        | Последние девушки               | The Final Girls                   | Аманда Картрайт                    | |
| 2018        | Рэмпейдж                        | Rampage                           | Клэр Виден                         | |
| Телевидение |                                 |                                   |                                    | |
| Год         | Русское название                | Оригинальное название             | Роль                               | Примечание |
| 1997        | Земля: Последний конфликт       | Earth: Final Conflict             | Земля: Последний конфликт          | 1 эпизод |
| 2000        | Другие                          | The Others                        | Диана Стилман                      | 1 эпизод |
| 2000        | Охотники за древностями         | Relic Hunter                      | Елена                              | 1 эпизод |
| 2001        | Любовь к куклам с дробовиком    | Shotgun Love Dolls                | Канди                              | Телефильм |
| 2001        | Дважды в жизни                  | Twice in a Lifetime               | Рамона Дюбуа                       | 1 эпизод |
| 2001        | Доктор                          | Doc                               | Мэдди                              | 1 эпизод |
| 2001        | Ведьмин клинок                  | Witchblade                        | Карен Бронте                       | 1 эпизод |
| 2002        | Тайны Ниро Вульфа               | Тайны Ниро Вульфа                 | Девушка                            | 1 эпизод |
| 2005        | Возвращение                     | The Comeback                      | Джуна Меллкен                      | Регулярная роль, 13 эпизодов |
| 2006        | Продюсер                        | Love Monkey                       | Кира Дунген                        | 1 эпизод |
| 2006        | Красавцы                        | Entourage                         | Тори                               | 2 эпизода |
| 2010        | Как я встретил вашу маму        | How I Met Your Mother             | Стелла                             | 1 эпизод |
| 2010-16     | Детская больница                | Childrens Hospital                | Доктор Валери Фрейм                | Регулярная роль, веб-сериал |
| 2012        |                                 | The Smart One                     | Кэнди Свон Купер                   | Пилот |
| 2012-13     | Пригород                        | Suburgatory                       | Алекс                              | 3 эпизода |
| 2013-14     | Третья жена                     | Trophy Wife                       | Кейт                               | Регулярная роль, 22 эпизода |
| 2016-19     | Миллиарды                       | Billions                          | Лара Аксельрод                     | Регулярная роль |
| 2016        | Проще простого                  | Easy                              | Люси                               | 1 эпизод |